# Rhodésie aux Jeux olympiques
La Rhodésie du Sud participe aux Jeux olympiques sous le nom de Rhodésie à trois reprises entre 1928 et 1964. Concourant à chaque reprise en tant que territoire britannique, le pays ne peut participer aux Jeux de 1968 en raison de l'interprétation par le gouvernement mexicain de la réglementation sur les passeports. De retour en 1972, les autres pays africains font pression pour que la Rhodésie soit exclue des Jeux. À quatre jours du début des Jeux, le Comité international olympique exclut la Rhodésie à la suite d'un vote qui se solde par 36 voix pour l'expulsion, 31 contre et 3 abstentions. La Rhodésie n'a jamais participé aux Jeux d'hiver. 
Le pays fait son retour aux Jeux olympiques en 1980 en tant que Zimbabwe.

## Médailles par jeux olympiques d'été
| Année | Médaille d'or, Jeux olympiques | Médaille d'argent, Jeux olympiques | Médaille de bronze, Jeux olympiques | Total |
| 1928  | 0                              | 0                                  | 0                                   | 0     |
| 1960  | 0                              | 0                                  | 0                                   | 0     |
| 1964  | 0                              | 0                                  | 0                                   | 0     |